# Elachisina grippi
Elachisina grippi är en snäckart som beskrevs av Dall 1918. Elachisina grippi ingår i släktet Elachisina och familjen Elachisinidae. Inga underarter finns listade i Catalogue of Life.